# Australian Open Series
Die Australian Open Series ist eine Auswahl von Tennisturnieren in Australien, die jährlich als Vorbereitungsturniere für die Australian Open in Melbourne stattfinden.

## Turniere
Seit 2013 werden zu Beginn des Jahres unter der Schirmherrschaft des australischen Tennisverbands Tennis Australia fünf offizielle Australian Open Series Turniere veranstaltet.

### Hopman Cup
Hopman Cup: Perth Arena, Perth
| Turnier               | Jahr | Sieger             | Finalist               | Ergebnis |
| --------------------- | ---- | ------------------ | ---------------------- | -------- |
| Mannschaftswettbewerb | 2009 | Slowakei           | Russland               | 2:0      |
| Mannschaftswettbewerb | 2010 | Spanien            | Vereinigtes Königreich | 2:1      |
| Mannschaftswettbewerb | 2011 | Vereinigte Staaten | Belgien                | 2:1      |
| Mannschaftswettbewerb | 2012 | Tschechien         | Frankreich             | 2:0      |
| Mannschaftswettbewerb | 2013 | Spanien            | Serbien                | 2:1      |
| Mannschaftswettbewerb | 2014 | Frankreich         | Polen                  | 2:1      |
| Mannschaftswettbewerb | 2015 | Polen              | Vereinigte Staaten     | 2:1      |

### Brisbane International
Brisbane International: Queensland Tennis Centre, Brisbane
| Turnier      | Jahr | Sieger             | Finalist                     | Ergebnis       |
| ------------ | ---- | ------------------ | ---------------------------- | -------------- |
| Herreneinzel | 2009 | Radek Štěpánek     | Fernando Verdasco            | 3:6, 6:3, 6:4  |
| Herreneinzel | 2010 | Andy Roddick       | Radek Štěpánek               | 7:62, 7:67     |
| Herreneinzel | 2011 | Robin Söderling    | Andy Roddick                 | 6:3, 7:5       |
| Herreneinzel | 2012 | Andy Murray        | Oleksandr Dolhopolow         | 6:1, 6:3       |
| Herreneinzel | 2013 | Andy Murray        | Grigor Dimitrow              | 7:6, 6:4       |
| Herreneinzel | 2014 | Lleyton Hewitt     | Roger Federer                | 6:1, 4:6, 6:3  |
| Herreneinzel | 2015 | Roger Federer      | Milos Raonic                 | 6:4, 6:72, 6:4 |
| Dameneinzel  | 2009 | Wiktoryja Asaranka | Marion Bartoli               | 6:3, 6:1       |
| Dameneinzel  | 2010 | Kim Clijsters      | Justine Henin                | 6:3, 4:6, 7:66 |
| Dameneinzel  | 2011 | Petra Kvitová      | Andrea Petković              | 6:1, 6:3       |
| Dameneinzel  | 2012 | Kaia Kanepi        | Daniela Hantuchová           | 6:2, 6:1       |
| Dameneinzel  | 2013 | Serena Williams    | Anastassija Pawljutschenkowa | 6:2, 6:1       |
| Dameneinzel  | 2014 | Serena Williams    | Wiktoryja Asaranka           | 6:4, 7:5       |
| Dameneinzel  | 2015 | Marija Scharapowa  | Ana Ivanović                 | 6:72, 6:3, 6:3 |

### Hobart International
Hobart International: Domain Tennis Centre, Hobart
| Turnier     | Jahr | Sieger            | Finalist              | Ergebnis |
| ----------- | ---- | ----------------- | --------------------- | -------- |
| Dameneinzel | 2009 | Petra Kvitová     | Iveta Benešová        | 7:5, 6:1 |
| Dameneinzel | 2010 | Aljona Bondarenko | Shahar Peer           | 6:2, 6:4 |
| Dameneinzel | 2011 | Jarmila Groth     | Bethanie Mattek-Sands | 6:4, 6:3 |
| Dameneinzel | 2012 | Mona Barthel      | Yanina Wickmayer      | 6:1, 6:2 |
| Dameneinzel | 2013 | Jelena Wesnina    | Mona Barthel          | 6:3, 6:4 |
| Dameneinzel | 2014 | Garbiñe Muguruza  | Klára Zakopalová      | 6:4, 6:0 |
| Dameneinzel | 2015 |                   |                       |          |

### Sydney International
Sydney International: NSW Tennis Centre, Sydney
| Turnier      | Jahr | Sieger                | Finalist           | Ergebnis       |
| ------------ | ---- | --------------------- | ------------------ | -------------- |
| Herreneinzel | 2009 | David Nalbandian      | Jarkko Nieminen    | 6:3, 6:7, 6:2  |
| Herreneinzel | 2010 | Marcos Baghdatis      | Richard Gasquet    | 6:4, 7:62      |
| Herreneinzel | 2011 | Gilles Simon          | Viktor Troicki     | 7:5, 7:64      |
| Herreneinzel | 2012 | Jarkko Nieminen       | Julien Benneteau   | 6:2, 7:5       |
| Herreneinzel | 2013 | Bernard Tomic         | Kevin Anderson     | 6:3, 6:72, 6:3 |
| Herreneinzel | 2014 | Juan Martín del Potro | Bernard Tomic      | 6:3, 6:1       |
| Herreneinzel | 2015 |                       |                    | 6:3, 6:1       |
| Dameneinzel  | 2009 | Jelena Dementjewa     | Dinara Safina      | 6:3, 2:6, 6:1  |
| Dameneinzel  | 2010 | Jelena Dementjewa     | Serena Williams    | 6:3, 6:2       |
| Dameneinzel  | 2011 | Li Na                 | Kim Clijsters      | 7:63, 6:3      |
| Dameneinzel  | 2012 | Wiktoryja Asaranka    | Li Na              | 6:2, 1:6, 6:3  |
| Dameneinzel  | 2013 | Agnieszka Radwańska   | Dominika Cibulková | 6:0, 6:0       |
| Dameneinzel  | 2014 | Zwetana Pironkowa     | Angelique Kerber   | 6:4, 6:4       |
| Dameneinzel  | 2015 |                       |                    |                |

### World Tennis Challenge
World Tennis Challenge: Memorial Drive Park, Adelaide
| Turnier               | Jahr | Sieger        |
| --------------------- | ---- | ------------- |
| Mannschaftswettbewerb | 2009 | Amerika       |
| Mannschaftswettbewerb | 2010 | Australasia   |
| Mannschaftswettbewerb | 2011 | Amerika       |
| Mannschaftswettbewerb | 2012 | Amerika       |
| Mannschaftswettbewerb | 2013 | Team Wilander |
| Mannschaftswettbewerb | 2014 | Team Cash     |
| Mannschaftswettbewerb | 2015 |               |